# 液氦

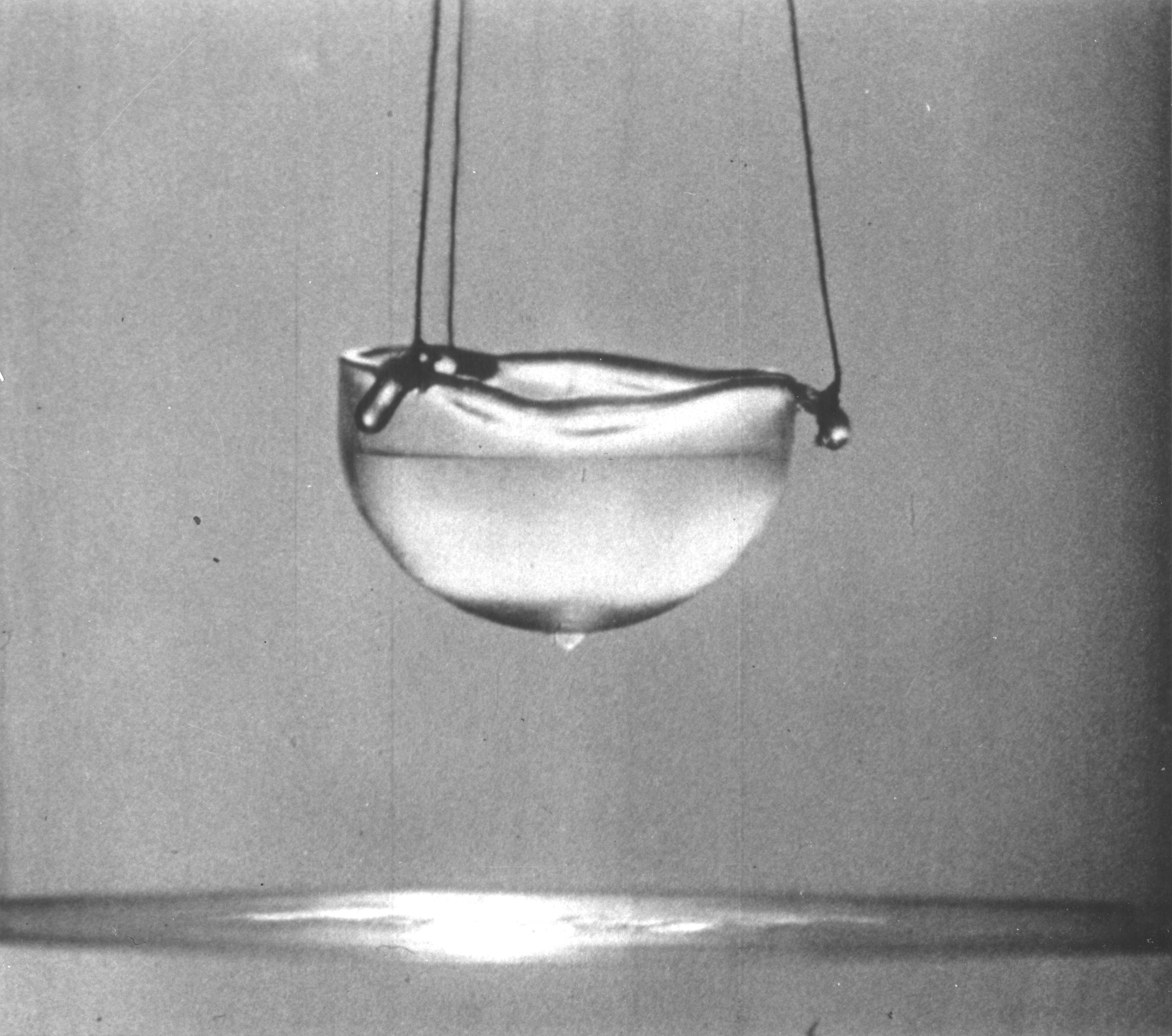
處於超流相的液氦，會在杯身內面向上緩慢攀爬，攀越過杯口，然後在杯身外面向下緩慢滑落，集結在一起，形成一滴液氦珠，最後滴落在下面的液氦裏。這樣，液氦會一滴一滴的滴落，直到杯子完全流空為止。

液氦（英語：Liquid helium）是指在極低溫的攝氏溫標-269 °C（約等於熱力學溫標4 K或者是華氏溫標-452.2 °F）時成為液體的氦，該化學元素的沸點與臨界點取自於氦的同位素：較為常見的氦-4與較為少見的氦-3。其中液態氦-4在1個大氣壓（101300帕斯卡）的情況下，其密度大約是每公升125克，或为水的八分之一。

## 歷史
1908年7月10日，荷蘭物理學家海克·卡末林·昂內斯首次將氦氣進行液化；不過當時由於質譜法仍尚未開始發展，使得科學家並沒有同時測量出關於液態氦-3的數據。發展至近10年以來，液氦主要被拿來作為低溫製冷劑並且投入商業化生產，其中又以常在核磁共振成像、核磁共振、物理學實驗使用的超導磁鐵最為常見。不過液氦在生產上仍存在有部分難度，目前只能夠藉由林德－汉普逊循环的方式來將氦氣液化。

## 外部連結
- （英文） Helium （页面存档备份，存于）
- （英文） Superfluid 3He （页面存档备份，存于）
- （英文） Liquid Helium （页面存档备份，存于）